# Liste des titres du roi de France
 (novembre 2021).
Si vous disposez d'ouvrages ou d'articles de référence ou si vous connaissez des sites web de qualité traitant du thème abordé ici, merci de compléter l'article en donnant les références utiles à sa vérifiabilité et en les liant à la section « Notes et références ».
Cet article fait la liste des titres du roi de France.
Bien que les titres les plus connus soient roi de France, roi des Francs, roi des Français, ou encore, roi de France et de Navarre, les rois de France ont possédé d'autres titres, officiels comme officieux.

## Titres officiels du roi de France

### Royaumes
- Roi de France
- Roi de Navarre
- Roi de Sicile
- Roi de Jérusalem
- Roi de Pologne

### Duchés
- Duc de Milan

## Titres officieux du roi de France
- Fils aîné de l'Église
- Roi Très chrétien